# Đặng Minh Thu
Đặng Minh Thu là Hoa hậu Biển miền biển Việt Nam năm 2007 và Á hậu 2 Thế giới người Việt năm 2007. Năm 2007, cô đại diện Việt Nam tham dự Hoa hậu Thế giới 2007 tại Tam Á, Trung Quốc.

## Tiểu sử
Đặng Minh Thu sinh năm 1988 tại Nam Định. Bố mẹ Thu từng sống nhiều năm ở Nga. Bố cô làm nghề vệ sỹ, mẹ cô mở kiốt bán hàng. 3 tuổi,Thu sang Nga sống cùng bố mẹ và 7 tuổi cô về nước sống cùng bà ngoại tại Thành phố Nam Định. Hiện tại Thu sống cùng bố mẹ, cậu em trai kém Thu 16 tuổi tại Hà Nội. Cô đang học năm thứ nhất khoa Tiếng Anh - Viện Đại học Mở Hà Nội.

## Hoa hậu Thế giới người Việt 2007
Sau khi đạt danh hiệu hoa hậu biển tại Hải Phòng, Đặng Minh Thu tiếp tục tham gia cuộc thi Hoa hậu Thế giới người Việt 2007 tại Nha Trang và giành ngôi vị Á hậu 2, sau Hoa hậu Ngô Phương Lan và Á hậu 1 Teresa Sam.

## Hoa hậu Thế giới 2007
Cô được chọn làm đại diện của Việt Nam tham dự Hoa hậu Thế giới 2007 tại Tam Á, Trung Quốc sau khi Hoa hậu Ngô Phương Lan từ chối với lý do bận học, Á hậu 1 Teresa Sam không thể thay thế do cô không mang quốc tịch Việt Nam. Cô không lọt vào Top 16 của cuộc thi. Người chiến thắng là hoa hậu nước chủ nhà Trương Tử Lâm.